# Thermanaerosceptrum fracticalcis
Thermanaerosceptrum fracticalcis ist ein „hitzeliebendes“ (thermophiles) Bakterium und zeigt optimales Wachstum bei 55 °C. Es wurde in einem Bohrloch in einer Tiefe  863 bis 923 Metern gefunden.

## Merkmale
Die Zellen von Thermanaerosceptrum fracticalcis sind stäbchenförmig. Die Zellen sind lange, gerade Stäbchen mit einer durchschnittlichen Länge von 6 μm und einer Breite von 0,5 μm und treten einzeln auf. Die Zellwand ist vom Gram-positiven Typ. Das Bakterium bildet zentrale Endosporen.

## Stoffwechsel und Wachstum

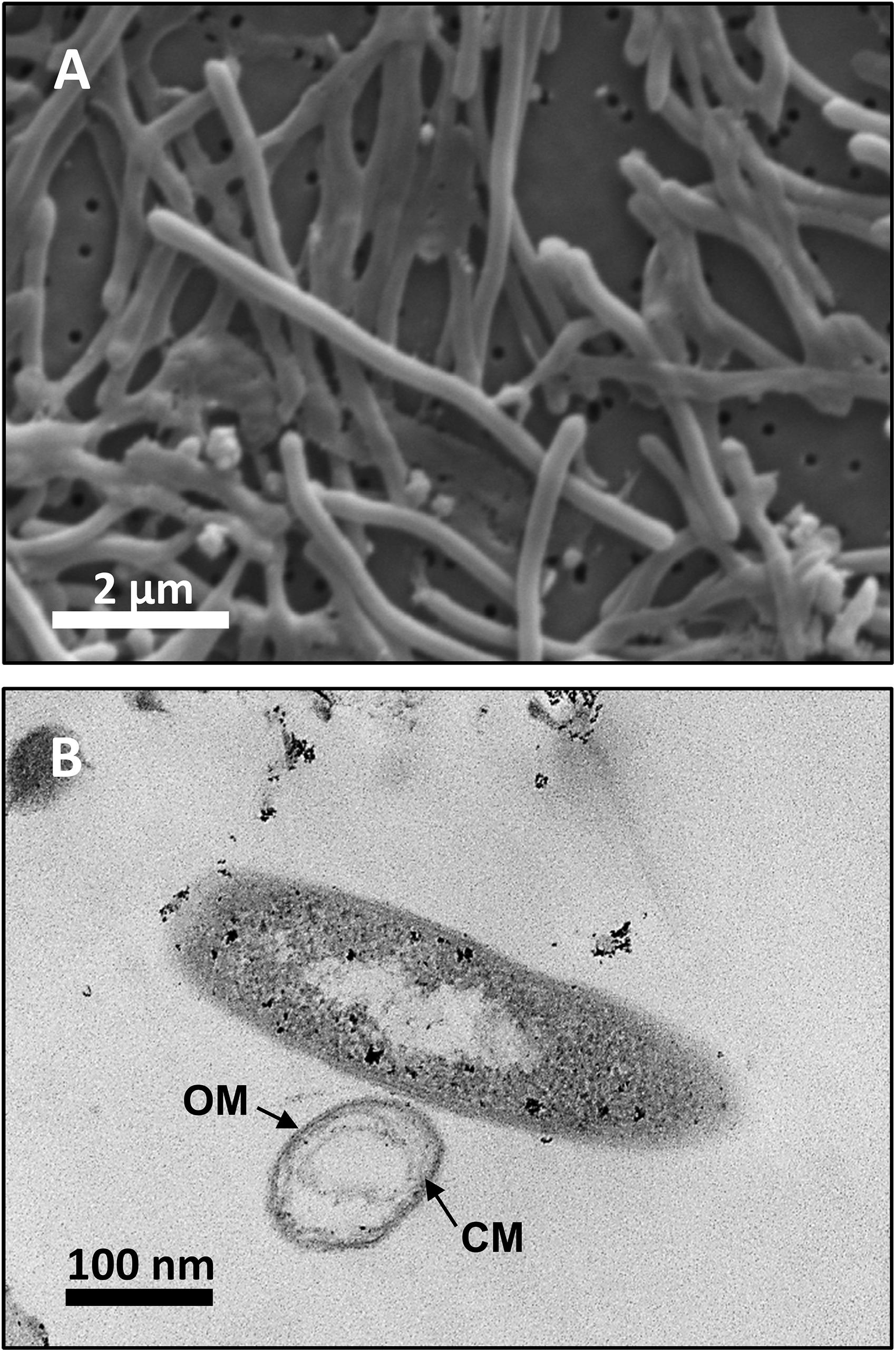
Thermanaerosceptrum fracticalcis. (A) Elektronenmikroskopie; (B) Transmissionselektronenmikroskopisch Aufnahme mit äußerer Membran (OM) und Zytoplasmamembran (CM)

Das Bakterium Thermanaerosceptrum fracticalcis toleriert keinen Sauerstoff (anaerob). Der Stoffwechselweg ist die Fumarat-Atmung mit Acetat und Succinat als Endprodukte. Wobei diese Abhängigkeit von Bernsteinsäure Fumarat relativ ungewöhnlich und von ungewisser Bedeutung im Kontext der tiefen Biosphäre ist.
Wachstum findet bei den hohen Temperaturen zwischen 35 und 65 °C statt, wobei optimales Wachstum bei einer Temperatur von 55 °C stattfindet. Der optimale pH-Wert ist 8,0. Toleriert werden pH-Werte von 7,0 bis 8,5.

## Ökologie
Die Art Thermanaerosceptrum fracticalcis wurde aus zerklüfteten paläozoischen, grundwasserführenden Karbonatgesteinen in einem Bohrloch im Zentrum von Yucca Flat auf der Nevada National Security Site (früher Nevada Test Site) isoliert. Dieses Bohrloch wurde 1965 bis zu einer Tiefe von 923,5 m gebohrt. Der Standort liegt zwar in der Nähe historischer, unterirdischer Kernwaffentests, der tief Fundort aus dem T. fracticalcis isoliert wurde, enthält jedoch keine Anzeichen für eine Kontamination durch Reststrahlung aus diesen Tests. Das Bakterium Thermanaerosceptrum fracticalcis wurde hier in einer Tiefe von 863 bis 923 Metern unter der Landoberfläche isoliert.
Die Ökosysteme in tiefem, zerklüftetem Gestein in den meisten Teilen Nordamerikas sind noch nicht umfassend untersucht worden. Das Great Basin in den USA, insbesondere die Nevada National Security Site (NNSS, früher Nevada Test Site), war jedoch im Laufe der Jahre Schauplatz einer Reihe einflussreicher Untersuchungen des Untergrunds. Die Analyse der Mikroorganismen, die in dieser oligotrophen Umgebung leben, bietet einen Einblick in die mikrobiellen Stoffwechselstrategien, die erforderlich sind, um eine längere hydrogeologische Isolierung tief im Untergrund zu überstehen.

## Systematik
Das Bakterium Thermanaerosceptrum fracticalcis wurde von Scott D. Hamilton-Brehm und Mitarbeitern im Jahr 2019 erstbeschrieben. Es zählt zu der Familie Peptococcaceae innerhalb der Klasse der Clostridia.
Die 16S-rRNA Analyse ergab eine enge Verwandtschaft zu Pelotomaculum thermopropionicum (Ähnlichkeit der rRNA von 90,0 %) und Desulfotomaculum gibsoniae (88,0 %).
Thermanaerosceptrum fracticalcis ist die Typusart der Gattung. Im Februar 2025 war sie die einzige Art ihrer Gattung.
Der Gattungsname Thermanaerosceptrum bedeutet so viel wie „ein heißer anaerober Stab“, der Artname T. fracticalcis so viel wie „aus gebrochenem Kalkstein“, was auf den Fundort des Typusstamms hinweist.